# کالف
کالف در ایالت بادن-وورتمبرگ در کشور آلمان واقع شده است.

## خواهرخوانده
شهرهای Latsch و وایدا (تورینگن) خواهرخوانده‌های کالف هستند.

## نگارخانه

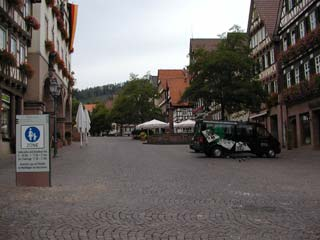
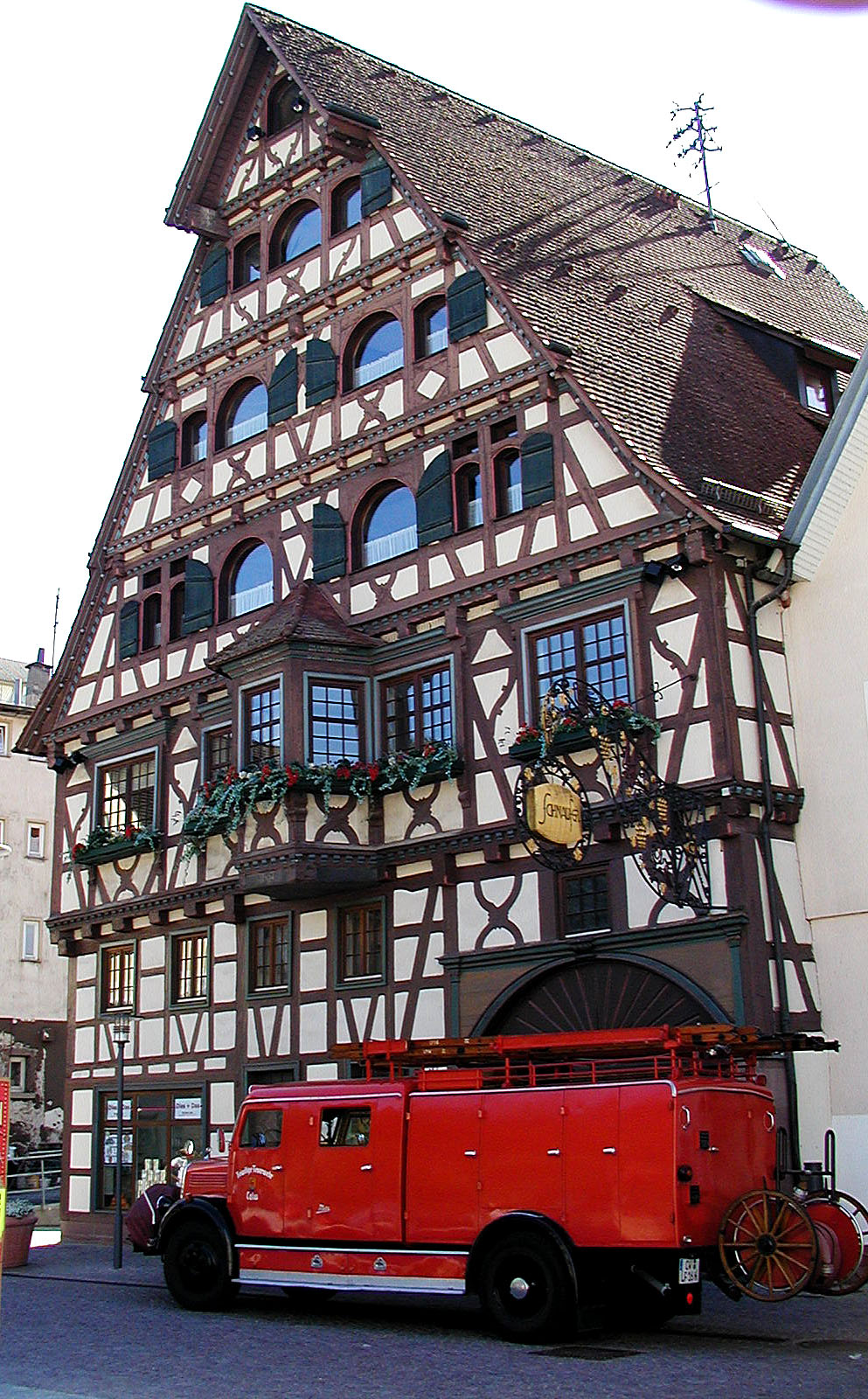
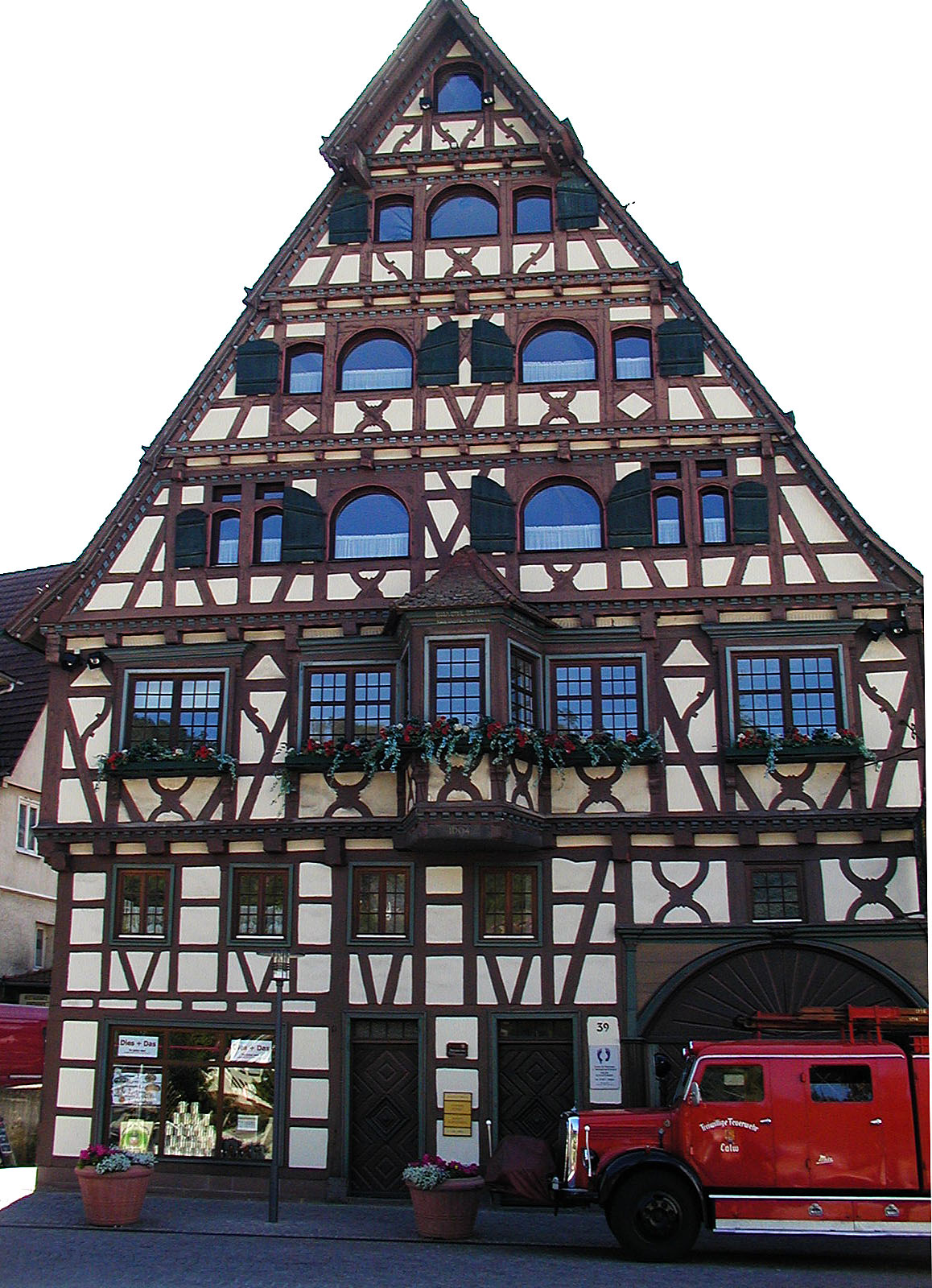
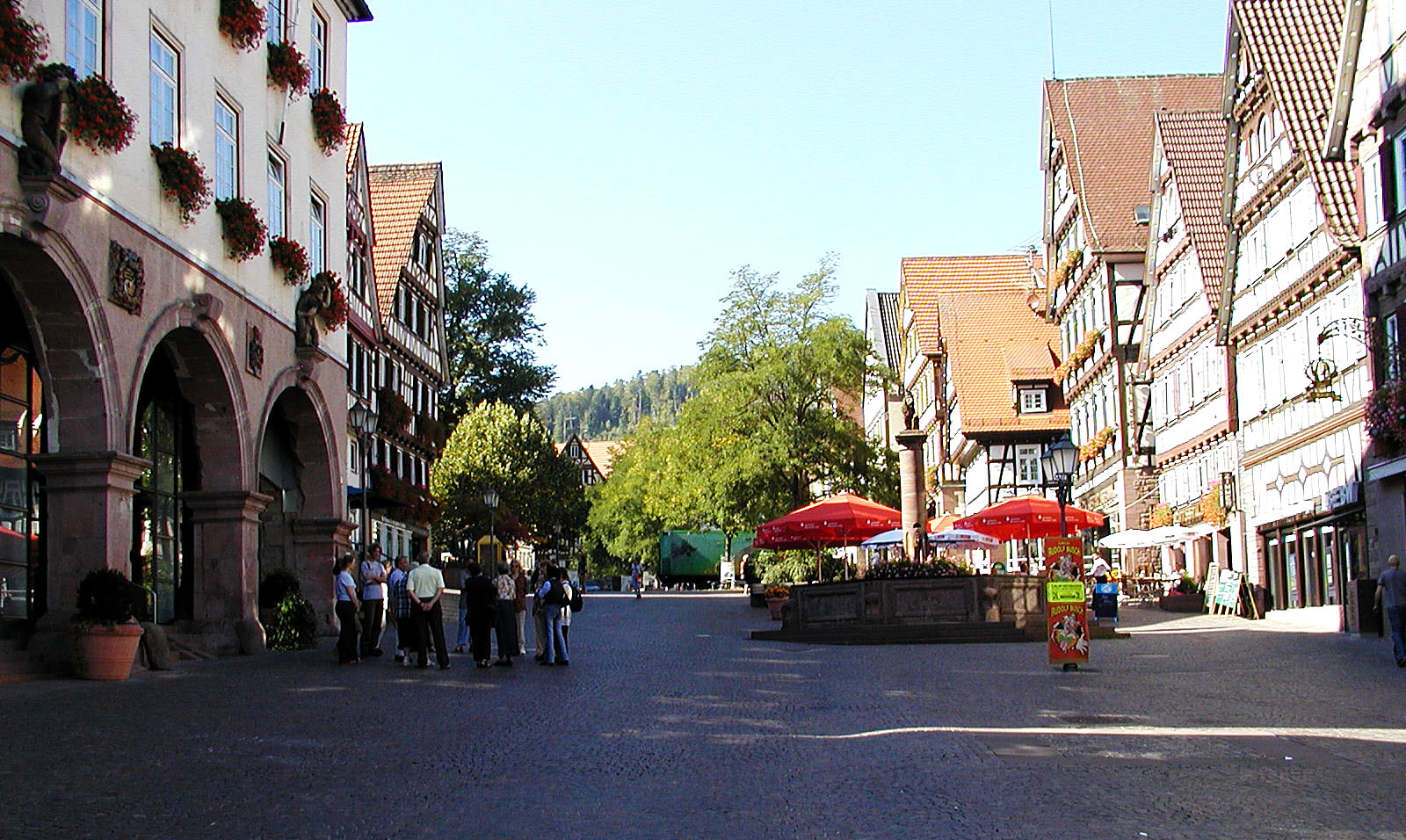
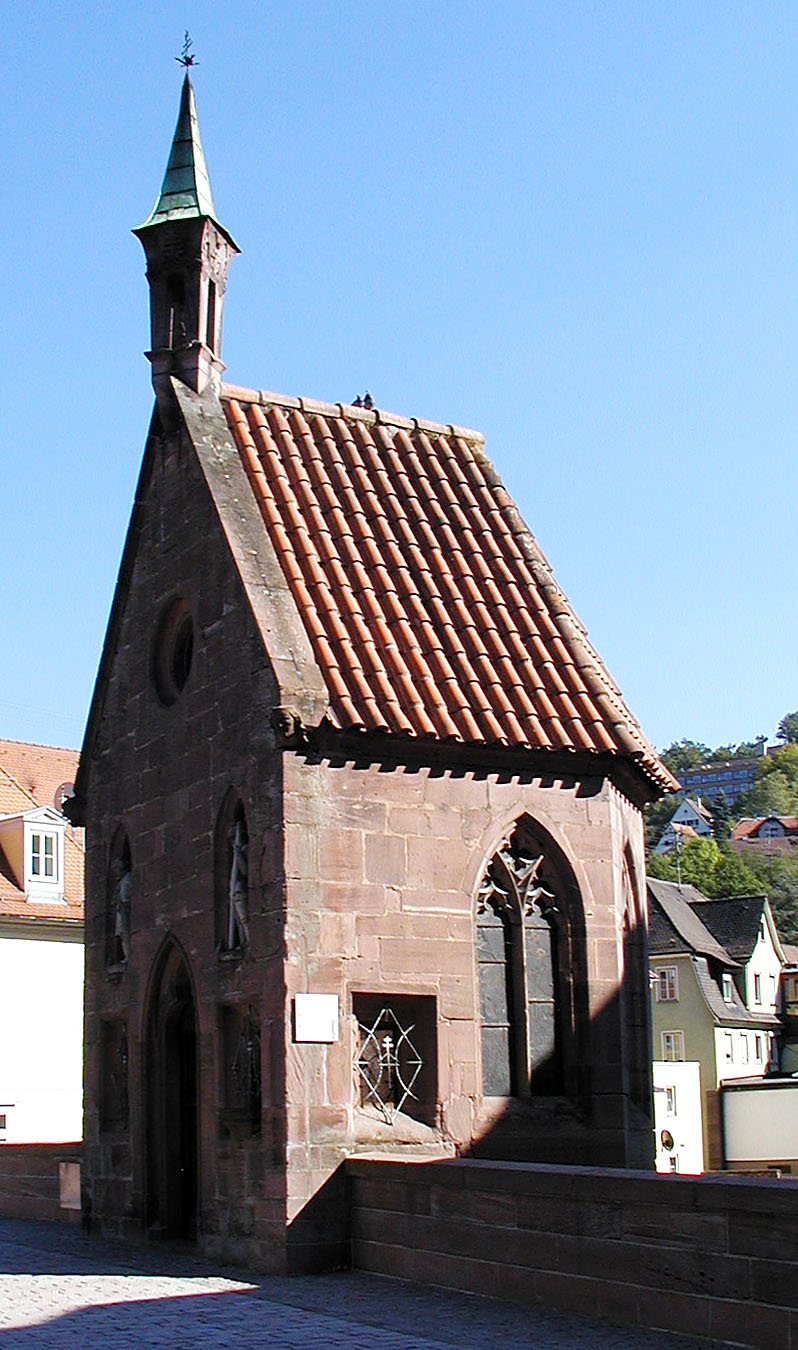
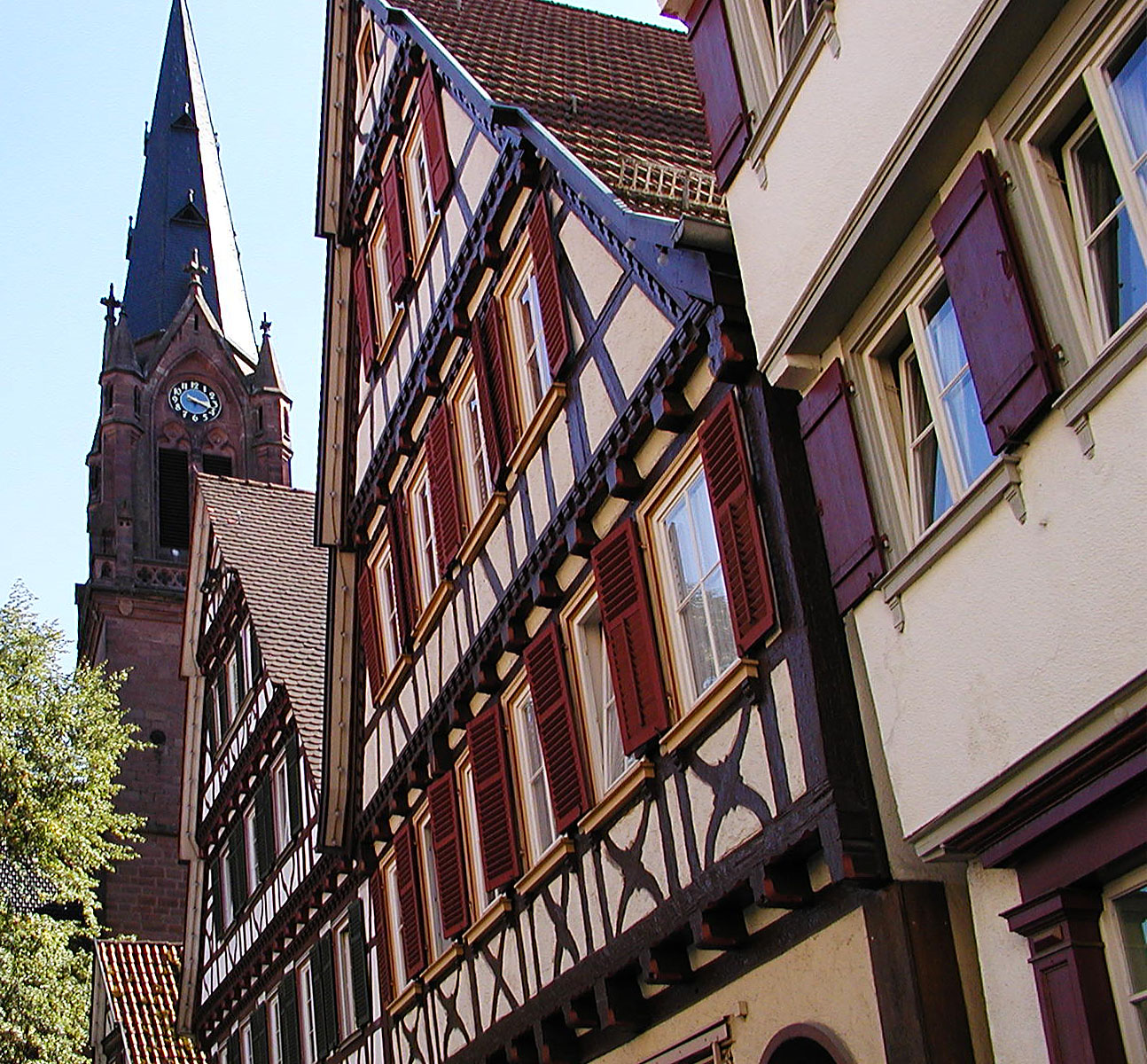
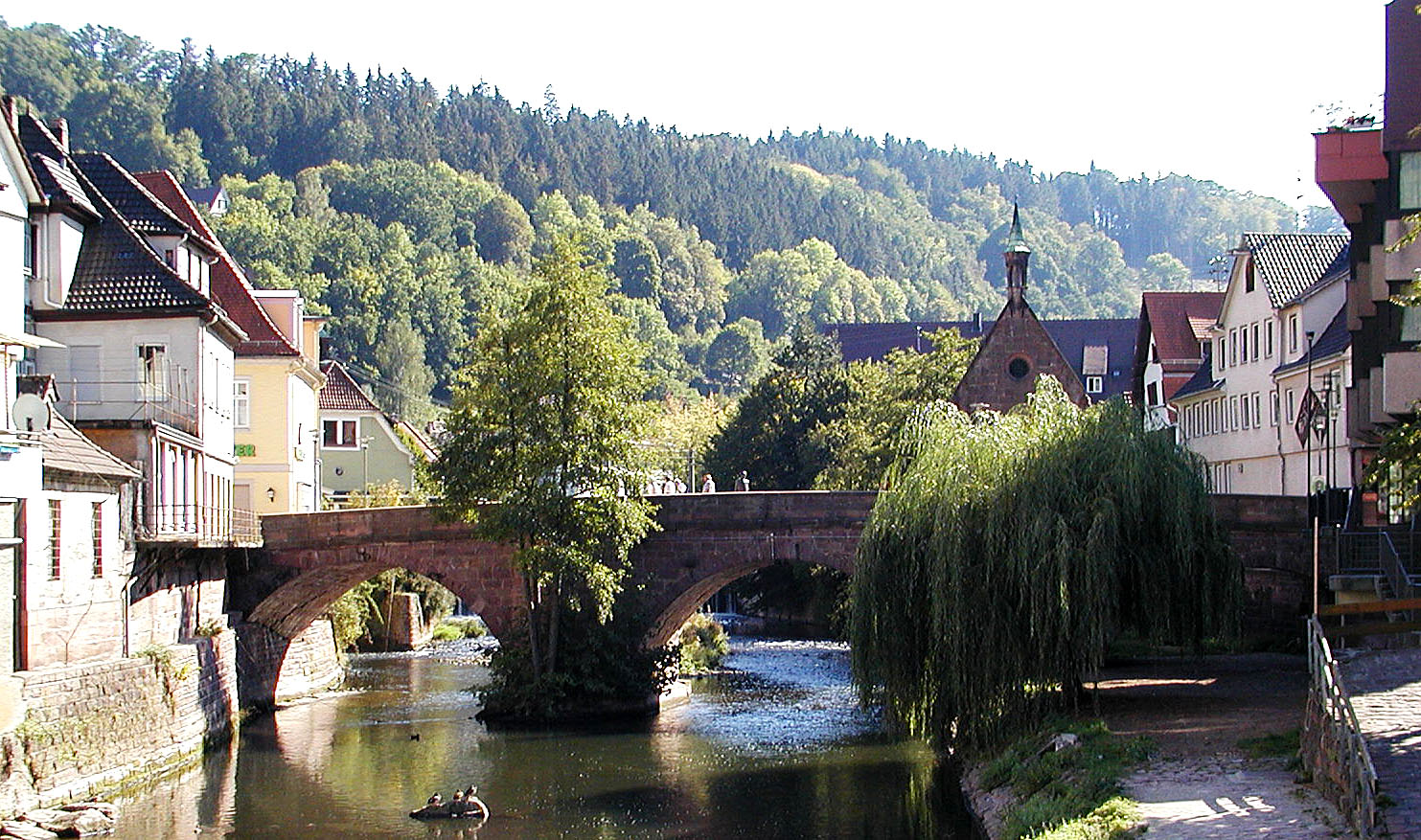